# 鳴海繪里香
鳴海繪里香（日语：鳴海 エリカ，1972年9月2日—），日本女性配音員。出身於茨城縣。

## 人物簡介
舊藝名本田千秋，暱稱則來自舊用藝名。
現在是自由身，以前經歷81 Produce、Aslead Company。
為人熟悉的代表作品有動畫（含遊戲改編）《戀姬†無雙》系列的諸葛亮、《灰色的果實》系列的春寺由梨亞、《FORTUNE ARTERIAL 赤之約束》的紅瀨桐葉、《彈珠汽水》的近衛各務；遊戲《CROSS†CHANNEL》系列的桐原冬子、《我是少女漫畫家》的紫堂楓。

## 演出作品
※粗體字表示說明飾演的主要角色。

### 電視動畫
1999年
- 快感指令（日语：快感・フレーズ）（女高中生2）

2003年
- 妮嘉尋親記（女僕）
- 魔法少年賈修（石川）

2004年
- 下級生2 ～瞳孔中的少女們～（大山惠比子、女將）
- 魔法少年賈修（保健室老師）

2005年
- 彈珠汽水（近衛七海的母親〈近衛各務〉）

2008年
- 戀姬†無雙（諸葛亮）

2009年
- 真·戀姬†無雙（諸葛亮）

2010年
- 真·戀姬†無雙 ～少女大亂～（諸葛亮）
- FORTUNE ARTERIAL 赤之約束（紅瀨桐葉）

2014年
- 灰色的果實（春寺由梨亞[1]）

2015年
- 灰色的迷宮（春寺由梨亞[2]）
- 灰色的樂園（春寺由梨亞[3]）

### OVA
2009年
- 戀姬†無雙†DVD七OVA～†（諸葛亮）

2010年
- 戀姬†無雙†DVD第七OVA†（諸葛亮）

### 遊戲
2003年
- （櫻井沙耶）[注 1]

2004年
- CROSS†CHANNEL ～To all people～（桐原冬子）

2005年
- 彈珠汽水 ～映在玻璃瓶的海～（近衛七海的母親〈近衛各務〉）

2008年
- 戀姬†無雙 ～心跳☆滿是少女的三國演義～（諸葛亮）
- Scarlett ～日常的境界線～（日语：Scarlett）（艾雷娜）

2010年
- 公主戀人 ～Eternal Love For My Lady～（希爾薇·范·霍森）
- CROSS†CHANNEL ～To all people～（桐原冬子）[注 2]

2011年
- CROSS†CHANNEL ～In memory of all people～（桐原冬子）

2012年
- 我是少女漫畫家（紫堂楓[4]）

2013年
- 灰色的果實 -LE FRUIT DE LA GRISAIA-（春寺由梨亞[5]）

2014年
- 灰色的果實外傳 偶像魔法少女☆小滿（JB[6]）
- 灰色的迷宮 -LE LABYRINTHE DE LA GRISAIA-（春寺由梨亞[7]）
- 灰色的樂園 -LE EDEN DE LA GRISAIA-（春寺由梨亞[8]）
- CROSS†CHANNEL ～For all people～（桐原冬子）
- 戀姬†演武（日语：真・恋姫†夢想 〜乙女対戦★三国志演義〜）（諸葛亮[9]）
- 和姐姐談戀愛！＋PLUS（日语：もっと 姉、ちゃんとしようよっ!）（[10]）

2016年
- 遙遠的未來（日语：果つることなき未来ヨリ）（[11]）

2017年
- 灰色的果實 -SIDE EPISODE-（春寺由梨亞[12]）

### 廣播劇
- 盟友機（佛羅倫斯矢作）

### 廣播CD
- 真·戀姬†無雙 再編輯版 Vol.02（日语：真・ラジオ恋姫†無双 〜○△×○△×○△×のこと〜#ラジオCD）（2010年7月23日）
- 真·戀姬†無雙 ～少女大亂～ DVD／BD第7卷初回限定版特典 真·廣播戀姬†無雙DVD出張版CD（節目嘉賓，2011年）

## 音樂作品

### 其它樂曲
| 發行日期 | 標題                    | 名義       | 曲名     | 商業搭配         |
| 200？年  | 200？年                 | 200？年    | 200？年  | 200？年          |
| -------- | ----------------------- | ---------- | -------- | ---------------- |
| 不明     | 萌。歌唱精選輯VOL.1     | 萌娘。     | 「★夢♪」 | PC遊戲《》主題歌 |
| 2012年   |                         |            |          |                  |
| 8月11日  | 月虹歌劇團 1st Stage 空 | 月虹歌劇團 | 「」     |                  |

## 腳註